# Asilus astutus
Asilus astutus là một loài ruồi trong họ Asilidae. Asilus astutus được Williston miêu tả năm 1893. Loài này phân bố ở vùng Tân Bắc giới.